# Casa Joan Puigventós i Vivet
La Casa Joan Puigventós i Vivet és un edifici modernista de Collserola, al municipi de Sant Cugat del Vallès (Vallès Occidental), que forma part de l'Inventari del Patrimoni Arquitectònic de Catalunya.

## Descripció
És un xalet de planta quadrada, format per planta baixa i primer pis. La façana principal és decorada amb esgrafiats que coronen les finestres. Al primer pis s'obre un balcó central de baldaquí sostingut per dues fines columnes. Els elements de la façana són disposats simètricament, i aquesta és rematada per un motllurat que culmina en una petita torreta

## Història
Va ser projectada el 1911 per l'arquitecte Josep Masdéu i Puigdemasa per Joan Puigventós i Vivet.